# Типовой проект кинотеатров

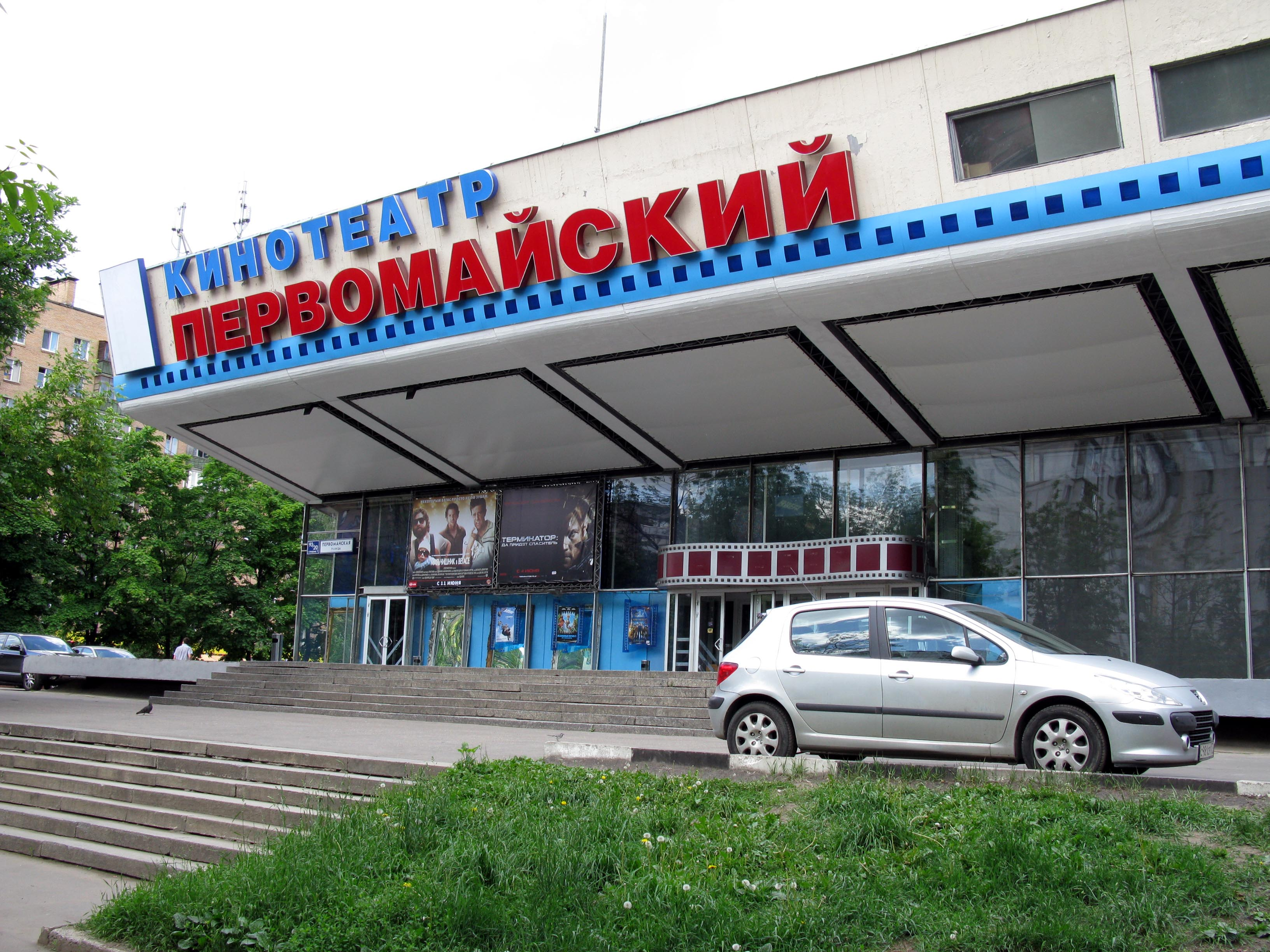
Кинотеатр «Первомайский»

Типовой проект кинотеатров — проект, по которому были построены кинотеатры в разных городах СССР.

## Типовые проекты
Наиболее известны воплощённые проекты районных кинотеатров большой вместимости:

### Ленинградский проект
Первая типовая серия:
Однозальный кинотеатр с широким экраном в виде отдельно стоящего здания вместимостью 1060 мест. Проект был разработан в 1959 г. архитекторами О. И. Гурьевым, В. М. Фромзелем и А. П. Чижом. За основу был взят («навязан») проект московского кинотеатра «Прогресс» (авторы Е. Гильман, Ф. Новиков, И. Покровский; инженер М. Кривицкий). На первом этаже разместилось фойе и технические помещения, зрительный зал находится на втором этаже. Строительство велось в начале 1960-х годов. Всего было построено 6 кинотеатров: «Спутник», «Юность» (критиковались за малый размер низкого фойе, совмещение кассового и входного вестибюлей, что приводило к толчее, потенциальные проблемы с эвакуацией), «Космонавт», после доработки проекта — «Выборгский», «Зенит», «Весна» (архитекторы последнего — А. В. Жук и Н. Н. Фёдорова).
Вторая типовая серия:
Однозальный кинотеатр с широким экраном в виде отдельно стоящего здания вместимостью 1250 мест. Проект был разработан в 1963 году коллективом авторов Ленпроекта под руководством Виктора Белова (соавторы О. Василенко, И. Трегубов, В. Фромзель и Л. Шимаковский).
Новизной проекта стало создание стеклянной стены на фасаде кинотеатра (идея предложена Александром Гегелло при строительстве кинотеатра «Гигант» в 1933 году).
Форма зала и материалы отделки позволили достичь хорошего (по меркам того времени) качества стереозвука.
Строительство велось в 1965—1970-х годах. В Ленинграде было построено 14 объектов: «Максим», «Прибой», «Невский», «Ладога», «Слава», «Современник», «Рубеж», «Нарвский», «Охта», «Планета», «Меридиан», «Прометей», «Комсомольский» и «Руслан» (последний — в пригороде Ленинграда Пушкине). По этому же проекту были построены кинотеатры «Россия» в Ижевске и «Октябрь» в Орджоникидзе (теперь Владикавказ).

### Московский проект
Однозальный кинотеатр с широким экраном в виде отдельно стоящего здания вместимостью 1400 мест. Примером реализации такого проекта является кинотеатр «Первомайский».

### Широкоформатный кинотеатр
В 1961 году в Москве был открыт первый широкоформатный кинотеатр — «Россия», бывший кинотеатр «Пушкинский», теперь театр «Россия». Проект кинотеатра разработан группой архитекторов: Ю. Шевердяев, Э. Гаджинский, Д. Солопов. На базе кинотеатра «Россия» был разработан типовой проект широкоформатного кинотеатра, в конце 1960-х — начале 1970-х годов, в Москве была построена серия таких кинотеатров: «Первомайский», «Варшава», «Казахстан», «Витязь», «Минск», «Киргизия», «Балтика», «Эльбрус».
Кинотеатры «Балтика», «Витязь», «Эльбрус» и «Первомайский» в настоящее время снесены в рамках так называемой программы «реконструкции», остальные кинотеатры существуют и поныне.

### Кинотеатр на 330 мест
Проект архитектора З. О. Брод (Бюро инженерного проектирования Государственных архитектурных мастерских Комитета по делам Архитектуры при Совете Министров СССР), выполненный по заказу «Союзкинопроекта». В 1950-х годах было построено около 100 кинотеатров по всему СССР. Первый построенный кинотеатр — «Родина» (Жуковский).

### Проект 264-13-14
Проект 1968 года ЦНИИЭП зрелищных зданий и спортивных сооружений Госгражданстроя ЦНИИЭП жилища.
Двухзальный кирпичный кинотеатр с залами на 800 и 300 мест для строительства во II и III строительно-климатических зонах.
По этому проекту были построены кинотеатры «Киото», «Братислава», «Лейпциг» (Киев), «Современник» (Кривой Рог), «Калевала» (Петрозаводск), «Сеспель» (Чебоксары), «Батыр» (Набережные Челны), «Октябрь» (Ижевск), «Дружба» (Лисичанск), «Октябрь» (Люберцы), «Русь» (Архангельск), «Октябрь» (Калининград), «Юбилейный» (Тюмень), «Хабаровск» (Хабаровск) и другие.